# 黒絵式

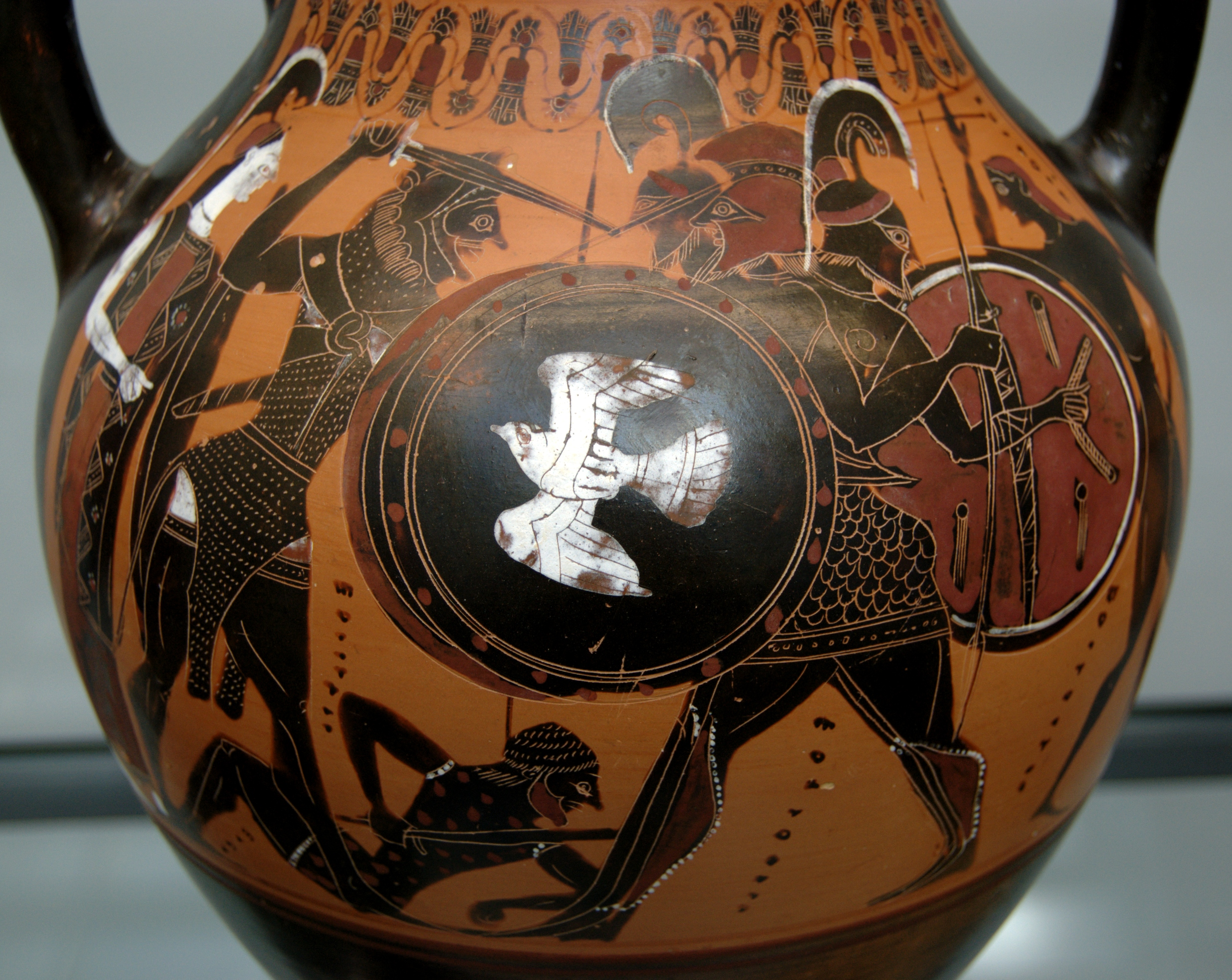
ヘラクレスとゲーリュオーンが描かれた黒絵式アンフォラ。紀元前540年（バイエルン州立古代美術博物館蔵）

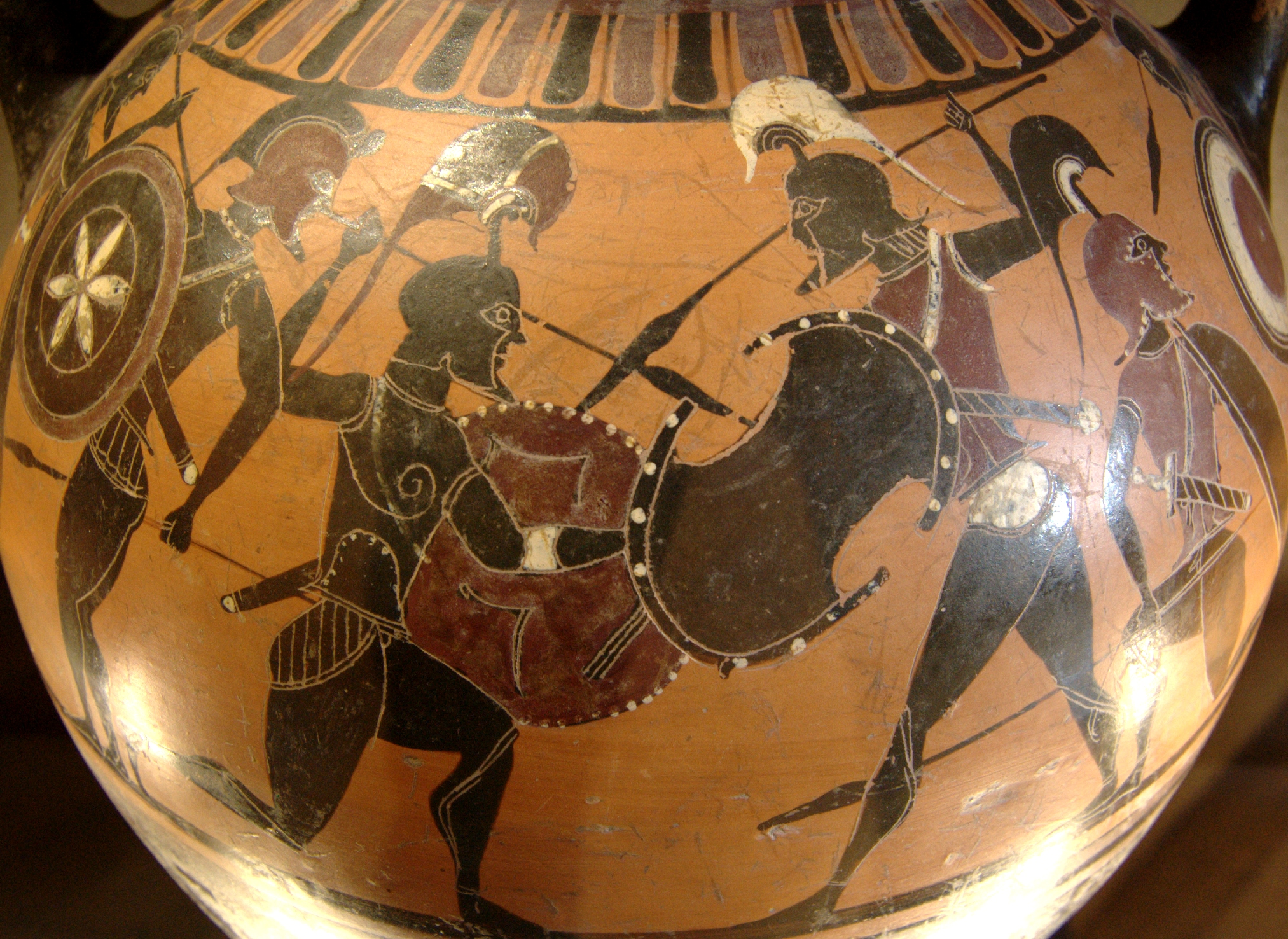
黒絵式アンフォラ。紀元前6世紀（ルーヴル美術館蔵）

黒絵式（くろえしき、英: black-figure）は、紀元前7世紀からあらわれた古代ギリシア陶器の壺絵の技法の一つである。黒像式（こくぞうしき）とも呼ばれる。
黒絵式の時代は、特に紀元前7世紀から5世紀の間とされるのが一般的だが、紀元前2世紀頃と遅い説もなされている。技法のスタイルは、黒絵式より先に起きた東方化様式と続いて起こる赤絵式の時代と区別された。素焼きの明るい地の上に黒色を主とする装飾画が描かれるのでこの名称がある。焼成前に人物像などを黒色の平塗りで形をとり、細部は針で引っ掻いて白や赤線で描かれるので、きびきびとした描線を特色とした。紀元前7世紀のコリントスで発明され、アッティカ（アテナイ）に伝わった。重要な生産拠点としてラコニア（スパルタ）、ボイオーティア、エウボイア島のエレトリア、東部ギリシア、エトルリアなどに広まっていった。